# Queens
Pour les articles homonymes, voir Queen's.
Queens (officiellement et en anglais : Queens) est l'un des cinq arrondissements (boroughs) de la ville de New York, les quatre autres étant Manhattan, le Bronx, Brooklyn et Staten Island. Il se situe dans l'ouest de l'île de Long Island et entoure l'arrondissement de Brooklyn. Le comté de Nassau se trouve à sa bordure Est.
L'arrondissement de Queens coïncide avec le comté du Queens (en anglais : Queens County), découpage administratif de l’État de New York, mais ce dernier ne fonctionne pas comme un comté à proprement parler, puisqu'il n'a aucun pouvoir et dépend entièrement de l'autorité municipale.
D'une superficie de 28 290 ha, c'est le plus grand arrondissement de la ville de New York et avec 2,405,464 habitants en 2020, le second plus peuplé après Brooklyn.
Surnommé "The World's Borough" (l'arrondissement du monde), Queens abrite une population cosmopolite qui fait sa richesse linguistique, culturelle et culinaire.

## Histoire
Les premières colonies néerlandaises du Queens s’établissent à partir de 1635.
Le comté du Queens est l'un des douze premiers comtés de l'État de New York créés le 1er novembre 1683. Il comprenait alors ce qui deviendrait le comté de Nassau.
Il serait baptisé en l'honneur de Catherine de Bragance, reine d'Angleterre à la même époque. Néanmoins, aucune preuve formelle n'existe.
Jusqu'en 1870, le comté du Queens possède six municipalités : Newtown, Flushing, Jamaica, North Hempstead, Hempstead et Oyster Bay, à laquelle est incorporée la ville de Long Island City.
Après référendum tenu en 1894, Long Island City, Newtown, Flushing, Jamaica et la partie Rockaway Peninsula de Hempstead deviennent le 1er janvier 1898 l'arrondissement du Queens, l'un des cinq arrondissements de la ville de New York.
En 1899, la partie du comté qui n'est pas annexée à la ville de New York (North Hempstead, Oyster Bay et la ville de Hempstead à l'exception de Rockaway Peninsula) constitue le comté de Nassau.

## Géographie

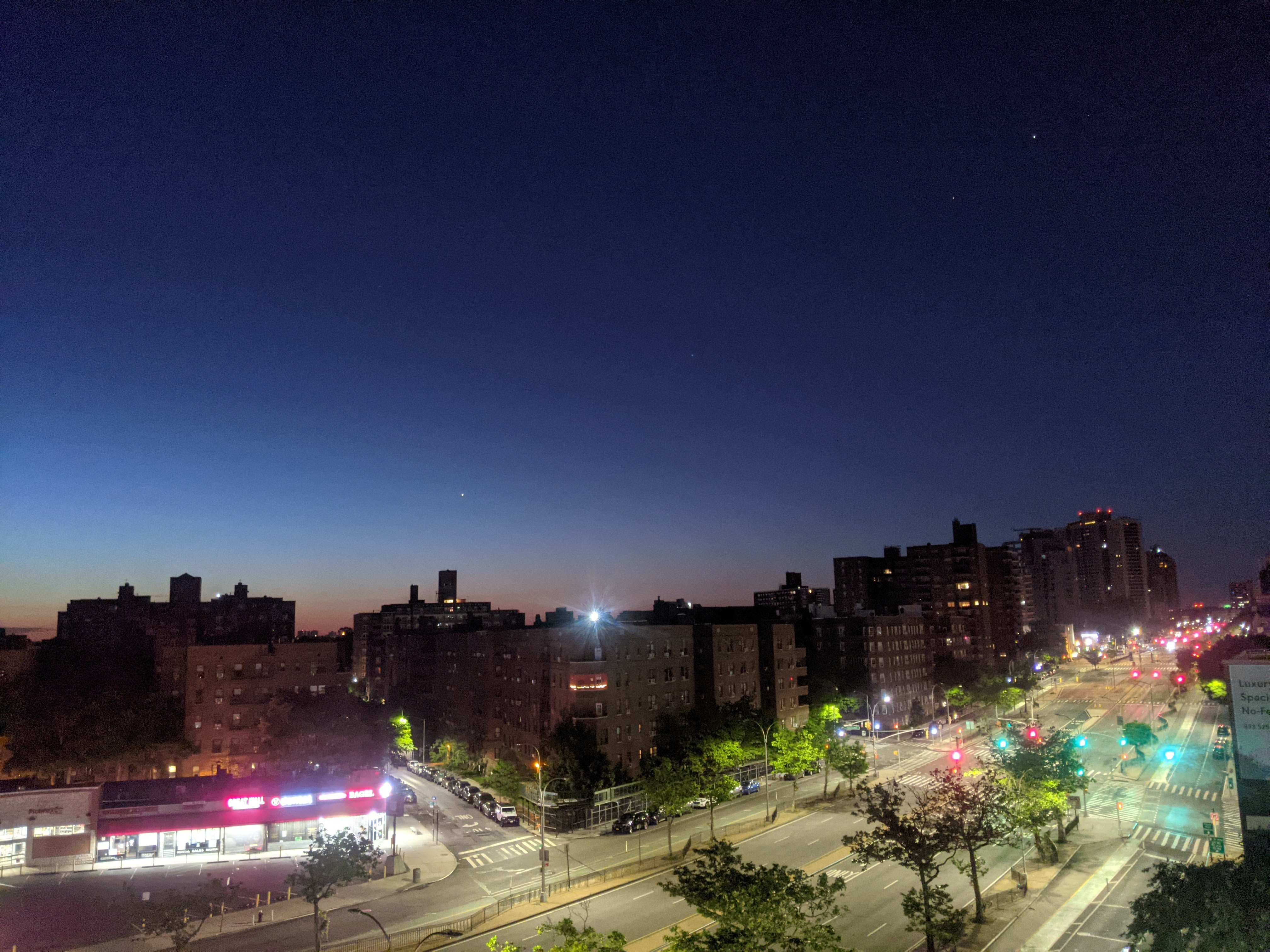
Alignement des planètes Mercure, Vénus, Mars et Jupiter sur le Queens. Juin 2022.

L'arrondissement du Queens occupe l’extrémité ouest de l'île de Long Island. Il comprend également de petites îles, la plupart située dans la baie de Jamaica. La surface totale du comté est de 461 km2, dont 282,9 km2 de terres émergées et 178,8 km2 d'eau. Il est en superficie le plus étendu des boroughs de New York.
Brooklyn, l'autre arrondissement sur l'île de Long Island, se situe au sud et à l'ouest de Queens, avec Newton Creek, dont estuaire se jette dans l'East River, comme frontière naturelle. L'East River sépare l'arrondissement à l'ouest de Manhattan et au nord du Bronx. Le comté de Nassau longe le Queens à son Est sur Long Island. Staten Island partage moins de 5 km de frontière maritime avec Queens.
Entre Jamaica Bay et l’Océan Atlantique, la péninsule de Rockaway offre 11 km de plages au sud de l'arrondissement.

## Quartiers
Compte tenu de sa superficie et de la diversité de sa population, les habitants du Queens s'identifient plus facilement à leur quartier, entité non officielle dont les frontières peuvent évoluer avec le temps.
- Flushing a une large et grandissante communauté asiatique principalement chinoise, coréenne et d'Asie du Sud. Avec une population chinoise supérieure à 25 000 habitants, Flushing est dorénavant le plus grand Chinatown des États-Unis.
- Astoria, dans le nord-ouest de l'arrondissement, est traditionnellement le quartier grec. Par exemple, Maria Callas y est née. Sa proximité avec Manhattan y attire les jeunes professionnels.
- Long Island City, quartier situé en face de Manhattan et connecté par le Queensboro bridge, a vu une forte augmentation de sa population au cours des dernières années avec la construction de nombreuses tours résidentielles.
- Jackson Heights et Elmhurst regroupent des communautés hispaniques, indiennes et tibétaines. Des intersections ou des rues y ont été renommées Little India, Little Pakistan, Little Bangladesh ou encore Little Colombia.
- Rego Park, Forest Hills, Kew Gardens et Kew Garden Hills ont une population historiquement juive, d'abord d'Allemagne et d'Europe de l'Est, plus récemment de l'ancienne Union Soviétique, notamment d'Ouzbékistan.
- Corona, autrefois considéré comme le "Little Italy" de Queens, a dorénavant la plus forte concentration latino-americaine de Queens.
- Jamaica héberge une large communauté afro-américaine, caribéenne et d'Amérique centrale.

## Démographie
D’après le recensement de 2020, le Queens compte 2 405 464 habitants en augmentation de 2,2 % depuis 2018. Sa population représente 27,1 % de la ville de New York, 29,6% de l’île de Long Island et 11,7 % de l'état de New York.
Il est le second arrondissement le plus peuplé de la ville de New York. Si les arrondissements new-yorkais étaient considérés comme des villes alors le Queens serait la 4eme ville la plus peuplée des États-Unis derrière Los Angeles, Chicago et Brooklyn.
20 % de la population du Queens a moins de 18 ans.

### Ethnicité
Le Queens est le comté, de plus de 100 000 habitants, le plus divers ethniquement des États-Unis.
28,2 % de sa population est hispanique : 4,5 % mexicaine, 4,5 % portoricaine et 0,3 % cubaine. 
La population asiatique est majoritairement d'origine chinoise, indienne et coréenne, les Sino-Américains représentant 9% du borough et les Indo-Américains et les Coréo-Américains respectivement 5,3 % et 2,9 % de la population.
| Groupe                 | Queens | New York city | New York | États-Unis |
| ---------------------- | ------ | ------------- | -------- | ---------- |
| Blancs                 | 38,9   | 45,1          | 65,8     | 75,0       |
| Asiatiques             | 27,7   | 15,8          | 9,7      | 6,8        |
| Afro-Américains        | 20,0   | 26,6          | 17,6     | 14,2       |
| Autres                 | 15,8   | 15,3          | 9,4      | 5,5        |
| Amérindiens            | 1,4    | 1,1           | 1,0      | 1,7        |
| Hawaiens & Polynesiens | 0,4    | 0,2           | 0,2      | 0,4        |
| Total                  | 100    | 100           | 100      | 100        |
|                        |        |               |          |            |
| Latino-Américains      | 28,2   | 29,1          | 19,3     | 18,4       |

### Langues
Avec 700 langues recensées, New York est considéré comme la ville la plus diverse linguistiquement.
| Langues            | Queens  | New York | États-Unis |
| ------------------ | ------- | -------- | ---------- |
| Anglais seulement  | 43,66 % | 50,96 %  | 78,95 %    |
| Espagnol           | 23,91 % | 24,56 %  | 13,05 %    |
| Chinois            | 8,90 %  | 5,92 %   | 1,05 %     |
| Coréen             | 2,36 %  | 0,97 %   | 0,38 %     |
| Russe              | 1,70 %  | 2,49 %   | 0,30 %     |
| Tagalog            | 1,43 %  | 0,64 %   | 0,56 %     |
| Créole français    | 1,30 %  | 1,41 %   | 0,27 %     |
| Grec               | 1,28 %  | 0,54 %   | 0,10 %     |
| Polonais           | 1,17 %  | 0,70 %   | 0,19 %     |
| Italien            | 1,14 %  | 1,00 %   | 0,22 %     |
| Hindi              | 0,91 %  | 0,41 %   | 0,24 %     |
| Ourdou             | 0,90 %  | 0,60 %   | 0,14 %     |
| Arabe              | 0,68 %  | 0,80 %   | 0,35 %     |
| Français           | 0,65 %  | 1,11 %   | 0,43 %     |
| Langues africaines | 0,54 %  | 1,07 %   | 0,33 %     |
| Hébreu             | 0,43 %  | 0,59 %   | 0,07 %     |
| Serbo-croate       | 0,42 %  | 0,22 %   | 0,09 %     |
| Portugais          | 0,32 %  | 0,23 %   | 0,23 %     |
| Japonais           | 0,27 %  | 0,28 %   | 0,15 %     |
| Allemand           | 0,25 %  | 0,27 %   | 0,34 %     |
| Vietnamien         | 0,25 %  | 0,11 %   | 0,23 %     |
| Autres             | 7,53 %  | 5,12 %   | 2,33 %     |

## Administration
Le Queens est l'un des cinq arrondissements (borough) de la ville de New York. L'administration municipale de New York est divisée en branches exécutive et législative. Le maire de New York (en anglais : Mayor of New York) est le chef du pouvoir exécutif tandis que le conseil municipal de New York (en anglais : New York City Council) représente le pouvoir législatif.
Chacun des 5 arrondissements qui compose la ville est représenté par un président d'arrondissement (Borough President). Il s'agit d'un poste représentatif aux pouvoirs très limités, qui consiste essentiellement à conseiller le maire à propos du budget et des problèmes relatifs à un arrondissement en particulier.
Le Borough President actuel du Queens est Donovan Richards, un démocrate élu en décembre 2020 et réélu en 2021. Il succède à Melinda Katz, elle-même élue district attorney (procureur) du comté du Queens.
Avec 64% des votants enregistres se déclarant, le Parti démocrate détient les principaux mandats du Queens.
7 élus démocrates représentent le Queens à la Chambre des représentants des États-Unis. La plus connue étant Alexandria Ocasio-Cortez dont le district couvre le nord-ouest de Queens et l'est du Bronx.
Bien que Donald Trump soit né dans l'arrondissement, le Queens n'a plus voté pour un candidat républicain à l’élection présidentielle depuis 1972, quand ses électeurs ont préféré Richard Nixon à George McGovern.

## Économie

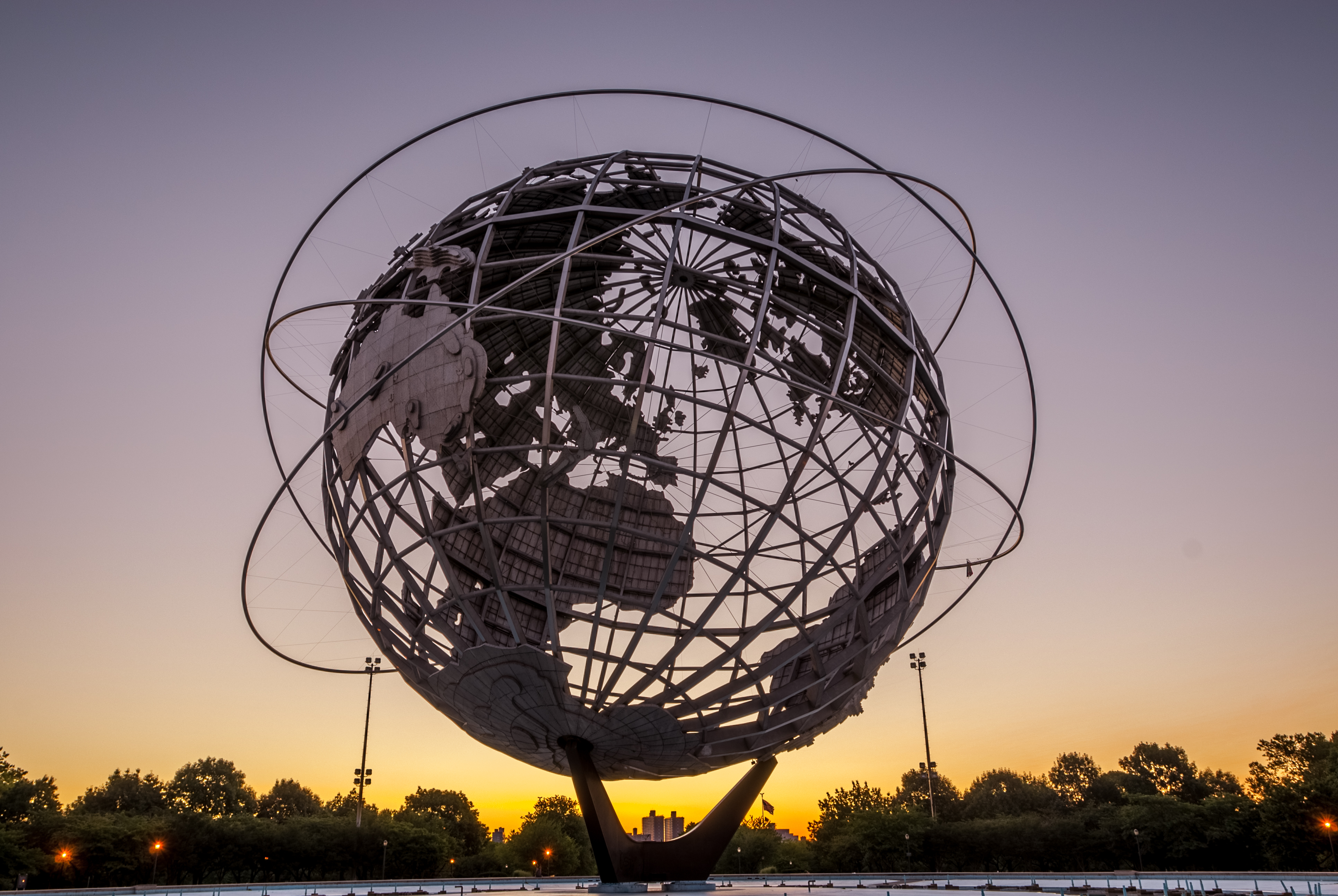
L'Unisphere, dans le Flushing Meadows-Corona Park.

Le secteur de la santé représente le plus grand employeur de l'arrondissement avec 20% des emplois privés. Suit le secteur des transports, grâce aux 2 aéroports new-yorkais installés sur le territoire du Queens, et le retail.
Le secteur des loisirs et de hostellerie a connu une croissance importante ces dernières années, principalement autour de l’aéroport JFK, et dans les quartiers de Flushing et Long Island City.

## Culture et société

### Arts
Le Queens accueille plusieurs institutions culturelles pour servir les diverses communautés de l'arrondissement. On peut citer notamment le MoMA PS1, le musée Noguchi, le Museum of Moving Image et le Queens Museum of Art.

#### Musique
De nombreux artistes sont originaires ou ont vécu dans le Queens. On peut citer Maria Callas, Tony Bennett, ou encore Cyndi Lauper.
Dans les années 40, des musiciens de jazz comme Charlie Parker, Ella Fitzgerald ou Louis Armstrong, cherchent un environnement plus calme que Manhattan ou Brooklyn dans un borough encore a majorité blanc. La maison de ce dernier peut encore se visiter dans le quartier de Corona.
A la même époque, Art Garfunkel et Paul Simon grandissent a Forest Hills, ou quelques années plus tard, les Ramones, considéré comme le premier groupe de punk rock, se crée.
Dans les années 80 et 90, le Queens est une place forte du hip-hop. Nas, Mobb Deep et Capone-N-Noreaga ont tous débuté a Queensbridge Houses, la plus grande résidence HLM des États-Unis, située au pied du pont de Queensboro.

### Parcs et équipement sportif
Comme Central Park pour Manhattan ou Prospect Park pour Brooklyn, Flushing Meadow-Corona Park est le grand parc public du Queens. L'Exposition universelle de New York 1939-1940 et la Foire internationale de New York 1964-1965 s'y sont tenus. L'Unisphere, symbole du Queens, est un héritage de cette dernière.
À proximité, on trouve le Citi Field Stadium où joue l'équipe de baseball les Mets de New York. En 2009, il remplace Shea Stadium qui fut le premier stade à avoir accueilli un concert (Les Beatles le 15 août 1965).
Depuis 1978, l'US Open de tennis se déroule au USTA Billie Jean King National Tennis Center à proximité du Citi Field Stadium. Avec une capacité de 23 771 places, le Arthur Ashe Stadium est la plus grande enceinte dédiée au tennis au monde. Le tournoi se déroulait auparavant au West Side Tennis Club à Forest Hills, toujours dans le Queens.
L'Aqueduct Racetrack, l'unique hippodrome de New York, se situe à Ozone Park.

### Éducation
Les écoles publiques du Queens sont administrées par le New York City Department of Education.
Deux lycées publics du Queens sont classés parmi les meilleurs du pays : Townsend Harris High School à Flushing et Queens High School for the Sciences at York College à Jamaica. L'admission dans ces deux établissements, très sélective, se fait sur concours (1.75% de réussite pour Townsend).
City University of New York (CUNY), l’université publique de la ville, dispose de plusieurs campus dans le Queens notamment LaGuardia Community College à Long Island City, Queens College à Flushing, Queensborough Community College à Bayside et York College à Jamaica. Le campus de l’université catholique St John's University se trouve quant à lui à Hillcrest. Cornell University, université membre de l'Ivy League, a récemment inauguré un campus spécialisé dans les nouvelles technologies à Roosevelt Island. 
Indépendante du New York Public Library, la bibliothèque de Queens comprend 63 antennes à travers l'arrondissement.

## Santé
Le Queens dispose de deux fois moins de lits d'hôpitaux par habitant que Manhattan.
Le quartier est particulièrement touché par l'épidémie de Covid-19 en 2020. Ses habitants, plus pauvres que la moyenne, vivent généralement dans de petits logements et exercent des emplois les rendant plus vulnérables (restauration, aide à domicile, service d'entretien, etc). Des médecins ont évoqué une situation « apocalyptique » en raison du manque de moyens dont ils disposent pour traiter les patients. 

## Transport

### Aéroports
Le Queens a une grande importance dans le trafic aérien mondial puisque deux des trois aéroports de la métropole new-yorkaise y sont localisés.
L'aéroport international de New York - John-F.-Kennedy, situé dans le quartier de Jamaica, comporte six terminaux et quatre pistes. Avec 62.5 million de passagers en 2019, il est le plus important aéroport de New York.
L'aéroport LaGuardia de New York, situé dans East Elmhurst,est le moins important des aéroports new-yorkais en raison de sa superficie limitée et sa localisation dans la baie de Flushing. Objet de nombreuses critiques, Joe Biden l'ayant comparé à un "aéroport du tiers-monde", il subit une importante rénovation jusqu'en 2022.

### Transports publics
Douze lignes du Metro de New York traversent le Queens desservant 81 stations à travers l'arrondissement.
La Long Island Rail Road, le réseau de trains de banlieue entre Manhattan et Long Island, opère 22 stations dans le Queens.

## Dans la culture populaire
Dans les aventures de Spider-Man, Peter Parker grandit chez sa tante May dans le quartier de Forest Hills.
Le quartier apparaît dans les jeux vidéo  Grand Theft Auto IV et  Grand Theft Auto: Chinatown Wars sous le nom de Dukes.
Dans la serie Ugly Betty, l'heroine Betty Suarez est originaire de Jackson Heights.